# Viktor Mazanov
Viktor Georgievič Mazanov (in russo Виктор Георгиевич Мазанов?; Mosca, 8 marzo 1947) è un ex nuotatore sovietico, dal 1992 russo.

## Carriera
Specializzato nelle staffette, vinse numerose medaglie sia a livello Olimpico (3) che continentale (3).

## Palmarès
- Giochi olimpici estivi

Città del Messico 1968: argento nella 4x100m stile libero.
Monaco di Baviera 1972: argento nella 4x100m stile libero e bronzo nella 4x200m stile libero.
- Europei

Utrecht 1966: oro nella 4x100m misti e argento nella 4x100m stile libero.
Barcellona1970: oro nella 4x100m stile libero.